# Fabian Philip
Fabian Philip, född 1761, död  27 september 1834 i Karlskrona, var affärsman i Karlskrona och den förste jude som fick bo och verka i staden.

## Biografi
Philip kom från Bützow i Mecklenburg och bosatte sig vid 19 års ålder, år 1780, i Karlskrona där han var den första jude som fick bosättningstillstånd. Han försörjde sig som nipperhandlare och grundade Mosaiska församlingen i Karlskrona 1785.
År 1811 köpte han Afvelsgärde gård i Lyckeby där han startade en segelduksfabrik och blev leverantör till örlogsflottan i staden. 
Philip var gift och hade endast ett barn, dottern Eleonora, som gifte sig med Moses Ruben. Hans släkt lever vidare i Karlskrona.
Philip blev 1816 tilldelad medaljen Illis Quorum av 18:e storleken av Karl XIII.[källa behövs]